# IAMI Shafaq
IAMI Shafaq (persiska: شفق) även Shafaq är ett fjärde generationens stridsflygplan som tillverkas av IAMI (Iran Aircraft Manufacturing Industrial Company). 
Shafaq är Irans modernaste stridsflygplan och det ingår i iranska flygvapnet.